# Human Nature (pel·lícula)
Human Nature és una pel·lícula franco-estatunidenca dirigida per Michel Gondry, estrenada l'any 2001. Ha estat doblada al català.

## Argument
Lila (Patricia Arquette), una naturalista jove i seductora (però de pilositat exuberant), i Nathan (Tim Robbins), un científic acomplexat i obsessionat per les bones maneres, han perdut la fe en la raça humana. Ha trobat el repòs anant a viure al bosc i envoltant-se d'animals. Li porta experiències sobre ratolins esperant ser homes millors. En el seu camí, coneixen Puff (Rhys Ifans), un humà que ha crescut sol al bosc, i intenten educar-lo. Però Lila lluitarà per preservar l'ànima verge i innocent d'aquest individu fora de norma.

## Repartiment
- Patricia Arquette: Lila Jute
- Tim Robbins: Dr Nathan Bronfman
- Rhys Ifans: Puff
- Hilary Duff: Lila Jute, de jove
- Rosie Perez: Louise, l'esteticienne
- Miranda Otto: Gabrielle
- Peter Dinklage: Frank
- Mary Kay Posa: Sra. Bronfman, la mare de Nathan
- Robert Forster: M. Bronfman, el pare de Nathan
- Miguel Sandoval: Wendall, el psicòleg
- Anthony Winsick: Wayne Bronfman
- Ken Magee: inspector de policia
- Sy Richardson: inspector de policia
- David Warshofsky: inspector de policia
- Toby Huss: el pare de Puff
- Bobby Harwell: un membre del congrés
- Bobby Pyle: Puff, de jove
- Chase MacKenzie Bebak: Nathan, de jove
- Angela Little: la criada del Chester
- Nancy Lenehan: la mare de Puff

## Comentari
Michel Gondry realitza l'any 2001 això primer llargmetratge, una comèdia desplaçada i cruel sobre la identitat i les relacions entre els éssers humans. Aquest film és per a Michel Gondry la seva primera col·laboració amb Charlie Kaufman, autora d'aquest estrany guió.
Diverses escenes situades al bosc fan referència al clip de la cançó Human Behavior, que el cineasta Michel Gondry havia dirigida per a la cantant Björk.

## Producció
El productor Ted Hope havia estat molt animat pel guió de Charlie Kaufman: « La primera cosa que m'ha agradat, és l'audàcia que havia calgut a Charlie per a posar aquesta història sobre el paper. Això era exactament com se'ns havia dit: "Creieu que existeix regles sobre el gènere d'històries que es poden escriure, de les regles sobre l'estructura, sobre el que fa un personatge atraient o no? Vaig posar totes aquestes regles a la cistella, tot demostrant que puc jo mateix respondre a aquestes qüestions..." Quan he llegit el seu guió, m'he quedat embadalit... No arribava a creure-m'ho. » El director Steven Soderbergh volia adaptar el script des de 1996 amb David Hyde Pierce en el paper de Nathan Bronfman, Chris Kattan com a Puff i Marisa Tomei com a Lila Jute. Però es va concentrar en el seu projecte Un embolic molt perillós.
Després de l'èxit del film A la pell de John Malkovich (1999), igualment escrit per Kaufman, l'estudi primer havia pensat confiar la realització a Spike Jonze. Aquest últim va preferir finalment produir el film i va suggerir Michel Gondry per a la plaça.

### Càsting
Human Nature és el primer film de l'actriu Hilary Duff, que fins aleshores només havia treballat en telefilms i sèries de televisió.

### Rodatge
El rodatge va tenir lloc a Los Angeles de maig a juliol 2000.
Michel Gondry explica que « per impregnar la història d'una lleugera atmosfera de conte de fades, la meitat de les decoracions han estat recreades en estudi en un estil semblant als dels meus clips i dels meus films publicitaris. Segons el moment en què es troba a la història, el bosc ha estat filmat en un escenari d'estudi, per a les escenes més romàntiques (...). Per als moments més foscos, hem rodat en un bosc real (...). La repetició de la mateixa situació utilitzant dos mètodes de preses de vistes diferents crea un contrast evocador entre la memòria i la realitat, que reforça la màgia, el costat faula atemporal del film. »

## Banda original
- Hair Everywhere, interpretat per Patricia Arquette
- Snow, interpretat per Marty Roberts i Elayne Roberts
- You, interpretat per Marty Roberts i Elayne Roberts
- Me and Bobby McGee, interpretat per Tim Robbins
- Fais Do Do, interpretat per Miranda Otto
- Waltzes No's 3, 4, 6 & 12, compost per Franz Schubert
- I've Gotta Crow, interpretat per Rhys Ifans
- Supper Club Piano, compost per Robert J. Walsh it Leonard Rogowski
- Orpheus & Eurydike, compost per Christoph Willibald Gluck
- Memories of You, compost per Robert J. Walsh
- Allegretto in B Flat Major, compost per Ludwig van Beethoven et interpretat per Jean-Michel Bernard (piano), F. Laroque (contrabaix), Jean-Philippe Audin (violoncel)
- El Internado, interpretat per The Sexteto Mayor Orchestra
- Au-dehors frémit la pluie, interpretat per Nathalie Lhermitte, Jean-Michel Bernard (piano) i Michel Gaucher (saxo)
- Push My Little Car, interpretat per Michel Gondry et Lisa Crook
- La petite étoile de septembre, compost per Marie-Noëlle Gondry
- Here with You, interpretat per Patricia Arquette

## Premis i nominacions
- Premi a la millor pel·lícula, en el Festival del film de Múnic l'any 2002.[6]
- Premi al millor guió, per la Nacional Board of Review l'any 2002 (igualment recompensat per Adaptation: el lladre d'orquídies i Confessions d'un home perillós).
- Nominació al Gran Premi, en el Festival Internacional de Cinema de Tòquio l'any 2001.